# Jan Rakowski Viola Competition
La Jan Rakowski Viola Competition è un concorso violistico con cadenza quinquennale (tranne nel 1988), istituito a Poznań nel 1975. È dedicato alla memoria di Jan Rakowski, virtuoso violista polacco. La competizione è nata come concorso nazionale aperto ai violisti polacchi, fino alla nona edizione, tenutasi nel 2013, da quando la partecipazione è stata estesa ai musicisti stranieri.

## Vincitori
| Edizione | Anno | 1º premio                      | 2º premio           | 3º premio                     | Menzioni                                                 | Premi speciali | Giuria | Note  |
| -------- | ---- | ------------------------------ | ------------------- | ----------------------------- | -------------------------------------------------------- | --- | --- | ----- |
| 1        | 1975 | Ryszard Duź                    | Krzysztof Paluch    | Iwona Skrzypczak              |                                                          | | Stefan Kamasa (presidente), Florian Bryła, Zbigniew Frieman, Jadwiga Kaliszewska, Andrzej Murawski, Zdzisław Polonek, Roman Suchecki, Włodzimierz Tomaszewski                | [ 2 ] |
| 2        | 1980 | Zbigniew Czarnota              | Paweł Piotr Nowicki | Janusz Pisarski               |                                                          | | Stefan Kamasa (presidente), Irena Albrecht, Florian Bryła, Zbigniew Frieman, Jadwiga Kaliszewska, Andrzej Murawski, Zdzisław Polonek, Błażej Sroczyński                      | [ 3 ] |
| 3        | 1985 | Dariusz Korcz                  | Grzegorz Stachurski | Jolanta B. Bartosiak          |                                                          | | Jadwiga Kaliszewska (presidente), Irena Albrecht, Teresa Głąbówna, Zbigniew Frieman, Zygmunt Jochemczyk, Andrzej Murawski, Błażej Sroczyński                                 | [ 4 ] |
| 4        | 1988 | Anna Doleżych                  | Beata Knapik        | Bogusława Zatorska            |                                                          | | Stefan Kamasa (presidente), Irena Albrecht, Teresa Głąbówna, Zygmunt Jochemczyk, Jadwiga Kaliszewska, Jan Paruzel, Błażej Sroczyński                                         | [ 5 ] |
| 5        | 1993 | Lech Bałaban                   | Agata Józefowicz    | Rajmund Główczyński           | Marcin Murawski                                          | Marcin Murawski | Stefan Kamasa (presidente), Ierna Albrecht, Zbigniew Frieman, Zygmunt Jochemczyk, Jadwiga Kaliszewska, Andrzej Murawski, Błażej Sroczyński                                   | [ 6 ] |
| 6        | 1998 | Maciej Sławiński Piotr Szumieł | — non assegnato —   | Joanna Sacharczyk             | Ewa Grochowska-Guzowska Elżbieta Mrożek                  | | Stefan Kamasa (presidente), Irena Albrecht, Zygmunt Jochemczyk, Jadwiga Kaliszewska, Andrzej Murawski, Janusz Pisarski, Błażej Sroczyński                                    | [ 7 ] |
| 7        | 2003 | Michał Bryła                   | — non assegnato —   | Bartosz Bokun Michał Zaborski |                                                          | | Stefan Kamasa (presidente), Irena Albrecht, Zbigniew Czarnota, Zygmunt Jochemczyk, Jadwiga Kaliszewska, Jerzy Kosmala, Andrzej Murawski, Jan Paruzel, Janusz Pisarski        | [ 8 ] |
| 8        | 2008 | Katarzyna Budnik               | Agata Zięba         | Przemysław Mrowiński          | Wei Zhang Dawid Pajdzik Monika Mazur                     | | Stefan Kamasa (presidente), Irena Albrecht, Zbigniew Czarnota, Jolanta Kukuła-Kopczyńska, Zygmunt Jochemczyk, Andrzej Murawski, Jan Paruzel, Janusz Pisarski, Piotr Reichert | [ 9 ] |
| 9        | 2013 | Karolina Errera Sejune Kim     |                     |                               | Lucas Freund Mingwan Kim Tomasz Neugebauer Jan Snakowski | Oliwia Kędziora MinGwan Kim Karolina Errera Sejune Kim Dominika Zofia Rembowska Lydia Gorstein (piano) Hanna Holeksa (piano) | Stefan Kamasa (presidente), Lech Bałaban, Zbigniew Czarnota, Jerzy Kosmala. Erich Wolfgang Krüger, Lubomir Maly, Andrzej Murawski                                            | [ 1 ] |